# Кандауров, Антон Иванович

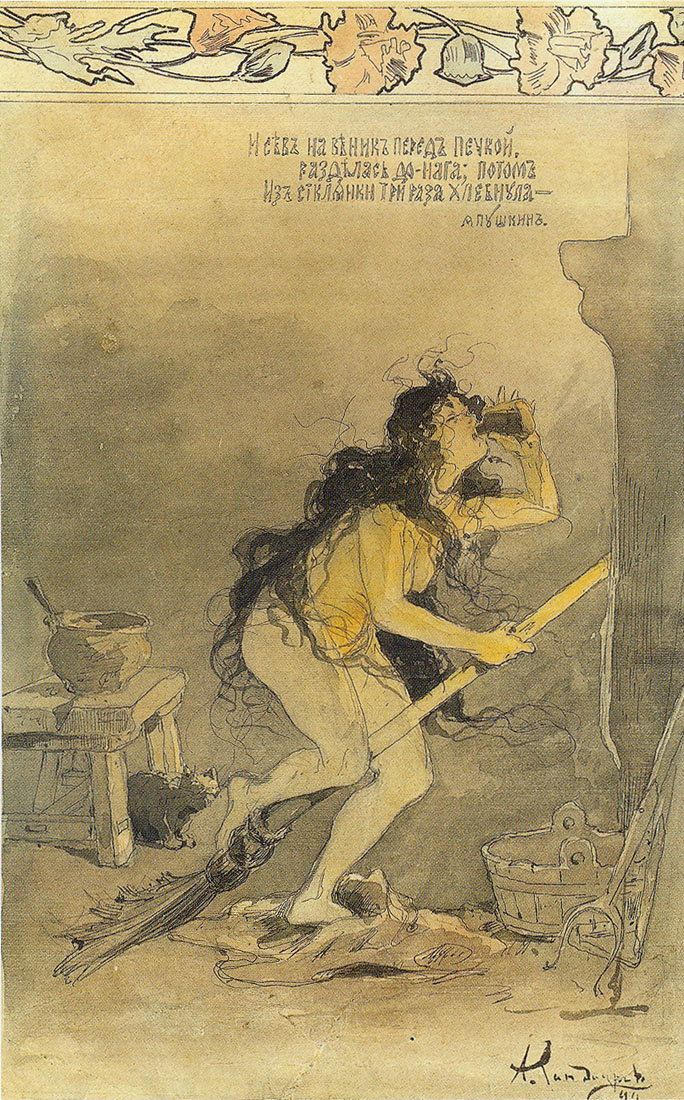
Ведьма. Иллюстрация к сказке А. С. Пушкина. 1899

Антон Иванович Кандауров (1863, с. Покровское Херсонской губернии — 1930 (или 1936)) — русский художник и иллюстратор.

## Жизнь и творчество
С 1881 по 1884 годы учился в Одесской рисовальной школе, в 1884—1885 годах в Московском училище живописи, ваяния и зодчества вольнослушателем, где получил большую серебряную медаль за живопись с натуры. В 1885 году поступил вольнослушателем в Академию художеств. В 1887 году был награждён медалью за работы по «баталическому классу», а в 1888 году — за картину «Артиллерия на походе в период русско-турецкой войны 1877—1878». С 1894 года занимался у А. И. Куинджи, с 1895 года учился на мозаичном отделении у П. П. Чистякова. Получил звание классного художника 3-й степени за картины «Вызов (Западные казаки вызывают неприятеля на бой)» и «Огонь», в 1896 году — звание художника за картину «После тризны на могиле скифского вождя (Праздник мёртвых)». В 1895—1895 годах получил право пенсионерской поездки от Академии художеств.
Антон Кандауров жил в Петербурге, Тифлисе и Ярославле. В 1901—1907 годах он возглавлял организованное с его участием Тифлисское художественное училище и преподавал в нём. Художник экспонировал свои работы на выставках Академии художеств, Товарищества передвижных художественных выставок, Мира искусства (в том числе в Берлине в 1896 году).
Художник-исполнитель Большого театра (1887—1889) и Малого театра (1920—1926). Иллюстрировал произведения А. С. Пушкина, И. А. Крылова, М. Ю. Лермонтова, Л. Н. Толстого. Около 1910 года выполнил ряд историко-аллегорических картин для храма-мавзолея в Плевне.